# 阿爾瓦亞澤里
39°49′N 8°23′W / 39.817°N 8.383°W
阿爾瓦亞澤里（葡萄牙語：Alvaiázere），是葡萄牙的城鎮，位於該國中部，由萊里亞區負責管轄，始建於1200年，面積160.48平方公里，2011年人口7,287，人口密度每平方公里45.41人。